# Pfalz D.VI
Pfalz D.VI – niemiecki dwupłatowy samolot myśliwski z okresu I wojny światowej, zaprojektowany i zbudowany w wytwórni Pfalz-Flugzeugwerke. Maszyna wzięła udział w pierwszym konkursie samolotów myśliwskich w Adlershofie na początku 1918 roku, jednak nie była lepsza od konkurentów i nie została skierowana do produkcji seryjnej.

## Historia
Opracowany na początku 1917 roku w zakładach Pfalz-Flugzeugwerke projekt dwupłatowego samolotu myśliwskiego Pfalz D.VI był koncepcyjnie całkowicie nową konstrukcją tej wytwórni. Duży wpływ na układ konstrukcyjny D.VI miały francuskie myśliwce Nieuporta, jednak zamiast sprawiającego problemy wytrzymałościowe półtorapłatu zastosowano sprawdzony układ dwupłatu z dwudźwigarowym dolnym płatem. Starannie dopracowany aerodynamicznie kadłub konstrukcji półskorupowej z pokryciem ze sklejki zaprojektowany został w oparciu o rozwiązania stosowane w myśliwcu LFG Roland D.II. Do napędu samolotu użyto silnika rotacyjnego Oberursel Ur.II o mocy 81 kW (110 KM).
Prototyp myśliwca został poddany badaniom w locie we wrześniu 1917 roku, zostając wstępnie zatwierdzony do służby. 5 lutego 1918 roku D.VI, za sterami którego siedział pilot o nazwisku Baierlein, wziął udział w pierwszym konkursie samolotów myśliwskich klasy D w Adlershofie (wraz z dwoma innymi myśliwcami z wytwórni Pfalz – D.VII i D.VIII). Osiągi Pfalza D.VI okazały się gorsze od konkurencyjnych myśliwców (szczególnie prędkość wznoszenia), w rezultacie czego nie został on skierowany do produkcji seryjnej.

## Opis konstrukcji i dane techniczne

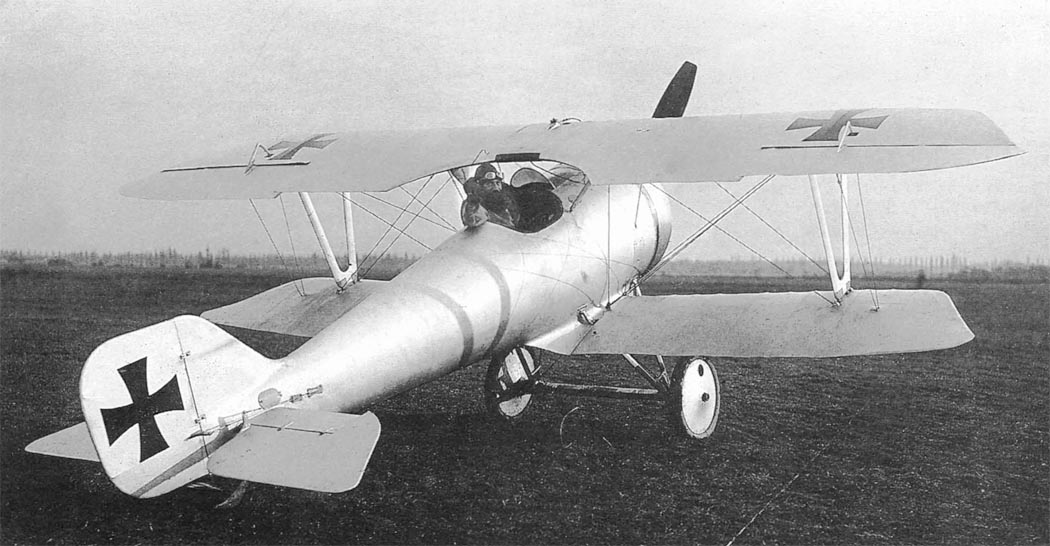
Myśliwiec Pfalz D.VI

Pfalz D.VI był jednosilnikowym, jednoosobowym dwupłatem myśliwskim. Rozpiętość skrzydeł wynosiła od 7,08 metra (górne) do 6,3 metra (dolne), zaś ich cięciwy odpowiednio 1,3 metra i 1 metr. Powierzchnia nośna wynosiła 13,3 m². Masa własna wynosiła 416 kg, zaś masa całkowita (startowa) 606 kg.
Napęd stanowił chłodzony powietrzem silnik rotacyjny Oberursel Ur.II o mocy 81 kW (110 KM). Maszyna osiągała wysokość 5000 metrów w czasie 16 minut, zaś na osiągnięcie 6000 metrów samolot potrzebował 25 minut. Pułap praktyczny wynosił 5600 metrów.
Myśliwiec uzbrojony był w dwa stałe zsynchronizowane karabiny maszynowe LMG 08/15 kalibru 7,92 mm.